# Boniewo (województwo lubelskie)
Boniewo – wieś w Polsce położona w województwie lubelskim, w powiecie krasnostawskim, w gminie Fajsławice.
W latach 1975–1998 miejscowość administracyjnie należała do ówczesnego województwa lubelskiego.
Wieś stanowi sołectwo gminy Fajsławice.  Według Narodowego Spisu Powszechnego (III 2011 r.) wieś liczyła  mieszkańców. 

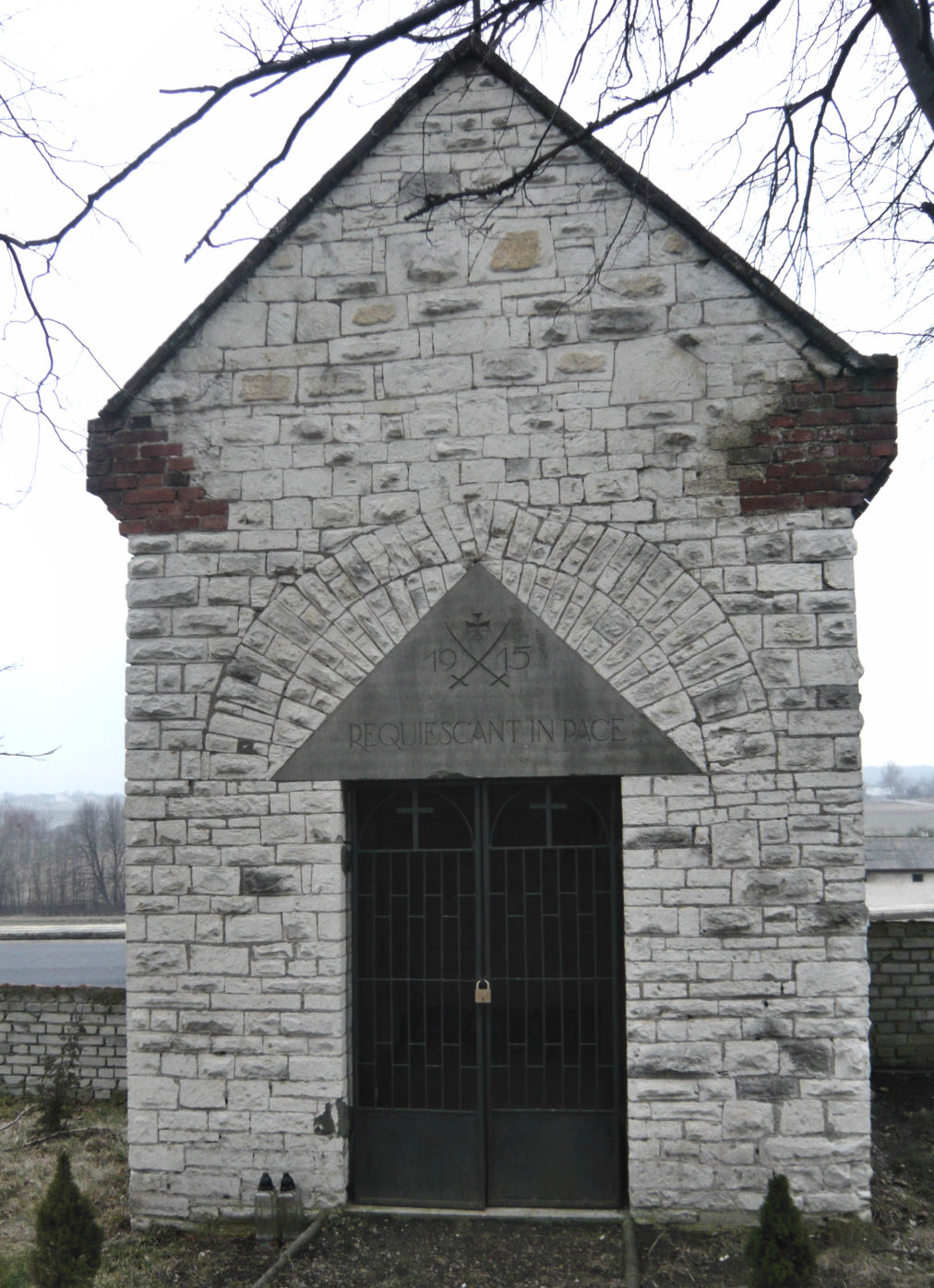
Cmentarz wojenny

## Historia
W dniu 26 września 1939 roku wieś opanowali Niemcy
W miejscowości znajduje się cmentarz wojenny z okresu I wojny światowej, w którym pochowano 1225 żołnierzy armii carskiej i 3300 żołnierzy armii niemiecko-austriackiej. Na cmentarzu znajdują się również 2 zbiorowe mogiły żołnierzy polskich z 1939 r., w których pochowano prawdopodobnie 11 żołnierzy.

## Osoby związane z Boniewem
- Małgorzata Fornalska - polska działaczka komunistyczna